# Перласа, Хосе Луис
Хосе Луис Перласа (полностью — Хосе Луис Перласа Напа исп. José Luis Perlaza Napa; род. 6 октября 1981 в Эсмеральдасе) — эквадорский футболист, игравший на позиции защитника. Участник чемпионата мира 2006 года в составе сборной Эквадора.

## Клубная карьера
Перласа начал свою футбольную карьеру в команде «Спорт Эстудиантес» в возрасте 15 лет. После того как права на футболиста приобрёл клуб «Синко де Агосто», Перласа отдавался в аренду «Кальви», «Аудас Октубрино» и «Ольмедо».
В «Ольмедо» Перласа сумел произвести впечатление своей игрой в первом же сезоне. В итоге клуб выкупил права на него в следующем сезоне. За «Ольмедо» Перласа провёл множество важных матчей в Кубке Либертадорес и в эквадорской Серии А.
В мае 2009 года Перласа перебрался в эквадорский клуб «Барселона Гуаякиль».

## Международная карьера
Перласа попал в состав сборной Эквадора на Чемпионате мира 2006. Однако на этом турнире он не провёл ни одной минуты во всех 4-х играх Эквадора.